# Hendricus Prakke

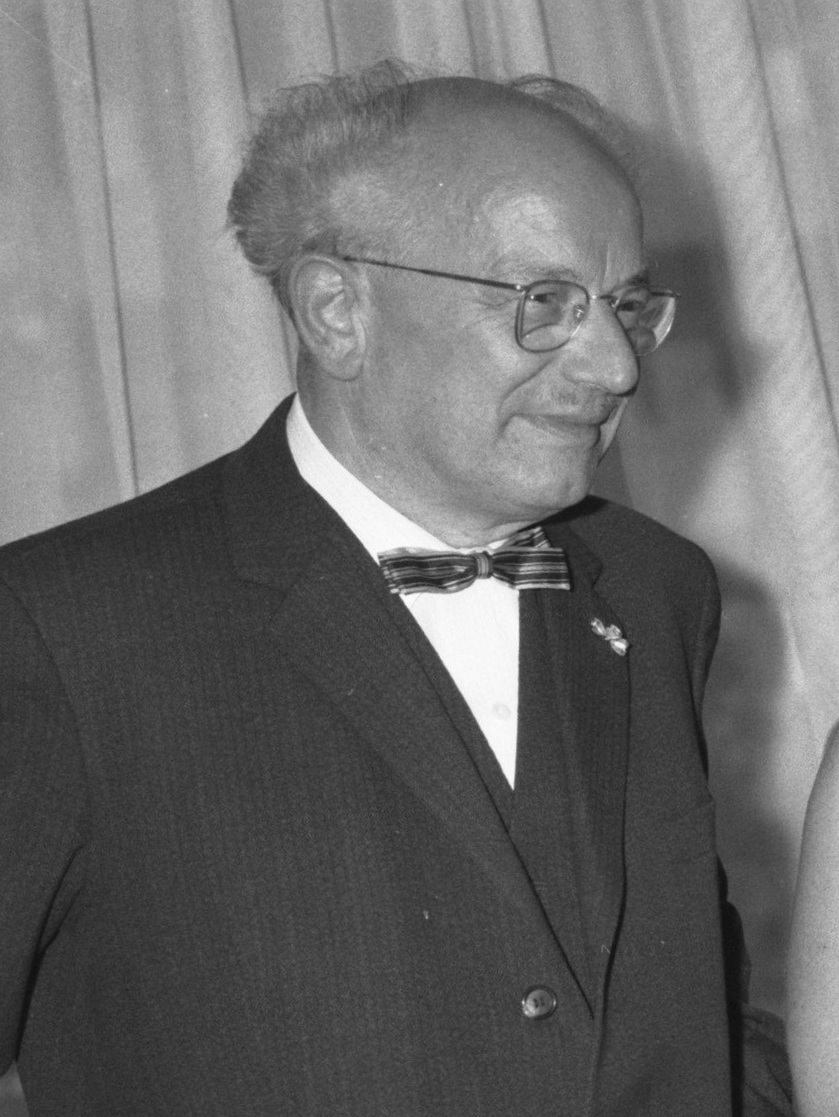
Hendrikus Prakke (1961)

Hendricus Johannes Prakke (26. April 1900 – 14. Dezember 1992) war ein niederländischer Verleger (Van Gorcum) und Professor für Publizistik. 

## Leben
Henk Prakke war Nachfolger des Publizistikwissenschaftlers Walter Hagemann (1900–1964) als Direktor des Instituts für Publizistik in Münster. Von 1960 bis 1969 leitete er das Institut. Er gab Hagemanns „Grundzüge der Publizistik“ 1966 neu kommentiert heraus.
Im Jahr 1966 wurde Hendrikus Prakke die Ehrenbürgerwürde der Stadt Bad Bentheim verliehen.

## Schriften
- mit Bob Bertina: Film in den Niederlanden. Zwei Vorträge (= Münsteraner Marginalien zur Publizistik, Bd. 4). Herausgegeben vom Institut für Publizistik der Westfälischen Wilhelms-Universität Münster. van Gorcum, Assen 1963.